# Il Moschettiere
Il Moschettiere était un magazine pour la jeunesse publié en Italie dans les années 1940.

## Historique de publication
Dans les années 1940, Il Moschettiere est publié par les Edizioni Astrea (Rome) - pendant deux ans -, un magazine de bandes dessinées pour la jeunesse produites en Italie mais aussi avec une contribution française grâce à la concession de la publication de bandes dessinées françaises par les éditions Vaillant. Le magazine fut l'une des premières publications de l'après-guerre à s'adresser aux adolescents italiens de gauche. Il s'agissait essentiellement d'un journal à financement privé. L'UDI (Union des femmes italiennes) a apporté une contribution marginale.
Le rédacteur en chef était Angelo Taliaco.,,,
Le titre Il Moschettiere (Le Mousquetaire) a été choisi parce que parmi les différents auteurs figurait le nom de Riccardo Morbelli, le créateur et l'auteur du livre humoristique I Quattro Moschettieri (Les Quatre Mousquetaires), lié à un concours de cartes illustrées Perugina qui a connu un grand succès dans les années 1930.
Des bandes dessinées ont été publiées avec des textes de Sandro Cassone et Luciana Peverelli. Les dessins étaient de Enzo Cassoni, Alfredo Cipolloni, Gaspare De Fiore, Guido Grilli, Renato Lazzarini, Fernando Bonomini et Michele Majorana. En particulier, sur la couverture du magazine il était représenté l'un des trois mousquetaires, Porthos, dessiné par le caricaturiste Michele Majorana, une figure importante de la scène artistique romaine de l’époque.
Les trois derniers numéros avaient une double numérotation, la périodicité étant devenue bimensuelle. Le magazine termine ses publications avec le numéro 24 du 15 juin 1947, après quoi - à partir du numéro 25 - le titre prend le nom de Il Pioniere dei Ragazzi.
Le Comité de Recherche de l'Association des Pionniers (Comitato Ricerca Associazione Pioniere, CRAP) a contribué à la recherche et à l'enrichissement de tous les documents décrits ici.

## Illustrateurs
- Les illustrateurs suivants ont collaboré à la revue Il Moschettiere[7],[8]:
- Michele Majorana: a dessiné l'en-tête du mousquetaire Porthos, sur la couverture.
- Angelo Bioletto: a dessiné le mousquetaire Athos, pour la rubrique des lecteurs. Il avait l'habitude de signer avec son initiale 'B' visible dans les différents magazines[9].
- Guido Grilli: dessinateur pour les rubriques Libera Uscita, Servizio filatelico, Servizio radio, Questa cara libertà et illustrateur de Il torrente di fuoco, parus dans Il Moschettiere (n° 13, 1947),
- Alberto Guerri: dessinateur de la rubrique Una Lezione dans le premier numéro de 1946, ainsi qu’illustrateur de la bande dessinée Il caso Alighieri (n° 13, 1946), écrite par Riccardo Morbelli.
- Mario Pompei: auteur des dessins en colonnes (n. 13, 1946, p. 9), La casa degli spiriti (n. 15, 1946), écrit par Edgardo Fugagnoli et Notte di terrore (n. 10, 1946)[10].
- Enrico De Seta: dessinateur de La casa degli spiriti, dans le n° 15 (1946) et de la chronique Il mondo è qui, pp. 65/67, n° 1 (1946)[11].
- Riccardo Morbelli: dessinateur de Il caso Alighieri (n° 13, 1946), Il caso Pitagora (n° 11, 1946) et Il compito di natale (n° 16, 1946)[9].

Autres illustrateurs, de la revue française Vaillant, publiés dans Il Moschettiere:
- José Cabrero Arnal[12]: père de Pif, illustrateurs de nombreuses bandes dessinées comme celle du petit chien (n° 17, 1947), du chaton poursuivi par le méchant chien (n° 18, 1947), du chaton et de la souris (n° 20, 1947) et les aventures de la moustache (n° 24, 1947).
- Eugène Gire: illustrateur de Les aventures de Rhudi junior et de Nitrate traduit en Le avventure de Nitro figlio et Bistek (n° 13, 1947).
- Raymond Poivet [13]: illustrateur de I pionieri della speranza, dont les publications dans Il Moschettiere ont commencé avec le n° 21, 1947, et se sont poursuivies dans Pioniere.